# Le Voyageur du Soleil
Le Voyageur du Soleil, en islandais : Sólfar, est une sculpture située à Reykjavik, sur le bord de l'ancien port de la ville. Elle est réalisée en 1990 par Jón Gunnar Árnason.
Cette sculpture en acier évoque la silhouette d'un bateau viking qui se dirige vers le soleil quand celui-ci se couche. C'est l'un des monuments les plus photographiés à Reykjavik.
| Image externe | |
|               | « Le Voyageur du Soleil » sur Flickr par Aurelien Minozzi, 18 août 2018. L'image est protégée par droit d'auteur et sa reproduction n'est pas autorisée sur la Wikipédia francophone. |